# Kon Tum
Kontum ou Kon Tum est la capitale de la Province de Kon Tum au Việt Nam. Elle est située à l'intérieur des terres, dans les Hauts Plateaux du Centre, près des frontières du Laos et du Cambodge. Sa population en 2009 était de 137 662 habitants.

## Histoire
La ville a été le théâtre de plusieurs opérations au cours de la guerre du Viêt Nam, et notamment de la Bataille de Kontum entre mai et juin 1972.
Kontum compte plusieurs vestiges de la période coloniale française, ainsi que quelques villages tribaux (Bahnar) directement accessibles dans la banlieue proche de la ville reconstruite par les Vietnamiens. Parmi les monuments phares de la ville, on compte une petite église catholique en bois sur pilotis construite en 1913 (devenue cathédrale ensuite), et un grand séminaire qui accueille un petit musée gratuit sur les tribus des Moïs de la périphérie. La présence missionnaire française à Kontum remonte à 1851, avec les Missions étrangères de Paris. Paul Seitz en fut le dernier évêque français (de 1952 à 1975).
La ville est le siège du diocèse du même nom.

## Économie
L'économie de Kontum repose essentiellement sur la vente de café (Robusta) et de manioc. Elle dispose d’une économie assez faible, mais assez variée comportant notamment le riz (surtout cultivé par les Bahnars sur terrain inondé/les autres ethnies cultivent sur brûlis), le maïs, la patate douce, le sésame, les haricots, la banane, l'orange, la mandarine, l'ananas, l'élevage bovin et porcin (qui est bien développé), l'hévéa, le tabac, le coton, la canne à sucre, le chanvre, le théier, le bois de fer (bois de la forêt), le teck (bois de la forêt), le bassia (bois de la forêt), le santal (bois de la forêt), le shoréa (bois de la forêt), le dipterocarpus (bois de la forêt), l'ébène (bois de la forêt), le ginseng (herbes médicinales de « valeurs »), l'angélique (herbes médicinales de « valeurs »), la cardamome (herbes médicinales de « valeurs »), le titane, le fer, le chrome, le zinc, l'or, le cuivre et la bauxite.
Le café Vietnamien est majoritairement vendu aux Philippines, en l'Indonésie, Malaisie, Cuba, ainsi que sur d'autres marchés émergents tels que le Sénégal, le Bangladesh et la Côte d'Ivoire. Le Việt Nam a également des échanges commerciales avec ses pays voisins tel que le Cambodge et le Laos.
Sur ce point, Kon Tum occupe une position clé dans les échanges avec le Cambodge et le Laos. Sa position sur l’un des principaux croisements avec le Laos et le Cambodge. De plus, ces trois pays se sont mis en accord pour faire du commerce (sûrement à cause du fort contact entre ces trois pays qui faisaient alors partie de l’Indochine française).

### Le café de Kon Tum
Le café de Kon Tum, le robusta, ne rapporte hélas pas beaucoup, se vendant à environ 20 000 dong le kilo (cours actuel: 1€ = 27 000 vnd), chaque caféier produisant environ 10 kg de café. Cependant, le café extrait de graines digérées par une belette peut se vendre près de 140 000 dong le verre de café (avec glaçons et eau). Le café Robusta, ayant beaucoup moins de goût (pour la plupart des gens) et prisé que le café arabica, se voit souvent relégué dans la création en poudre ou « expresso ». Le Robusta à cependant l’avantage d’être plus résistant (au maladies, aux parasites...). (note : certains scientifiques pensent pouvoir créer un hybride Robusta/Arabica).
En 2002, le Việt Nam, l’Indonésie et l’Inde ont tenté de faire un blocus sur la livraison pour augmenter le prix du café Robusta, mais leur plan a été un échec total et depuis, le prix du café Robusta a baissé.